# Sudhir Ranjan Majumdar
Sudhir Ranjan Majumdar (bengalisch সুধীর রঞ্জন মজুমদার; * 18. Mai 1934; † 4. Januar 2009) war ein indischer Politiker des Indischen Nationalkongresses (INC), der Mitglied der Rajya Sabha war, des Oberhauses des indischen Parlaments, und vom 5. Februar 1988 bis zum 18. Februar 1992 das Amt des Chief Ministers von Tripura innehatte.

## Leben
Sudhir Ranjan Majumdar, Sohn von Ananda Chandra Majumdar, absolvierte ein Studium im Fach Pädagogik, das er mit einem Bachelor of Education (B.Ed.) beendete. Ein weiteres postgraduales Studium schloss er mit einem Master of Arts (M.A.) ab und war vor seiner politischen Karriere als Schullehrer tätig. Majumdar, der seit 1960 Mitglied der Indischen Nationalkongresses (INC) war, wurde dreimal in die Legislativversammlung (Legislative Assembly), das Unterhaus des Parlaments des Bundesstaates gewählt, und zwar 1983 im Wahlkreis 5-Khayerpur, 1988 und 2008 im Wahlkreis 8-Town Bordowali.
Majumdar bekleidete von 1978 bis 1987 den Posten als Generalsekretär des INC in Tripura sowie im Anschluss zwischen 1987 und 1990 erstmals die Funktion als Präsident des INC in Tripura. Nachdem er als Leader of Opposition Oppositionsführer in der Legislativversammlung war, löste er am 5. Februar 1988 Nripen Chakraborty von der Communist Party of India (Marxist) (CPI (M)) als Chief Ministers von Tripura und bekleidete dieses Amt bis zum 19. Februar 1992, woraufhin eine Präsidialregierung (President’s rule) eingesetzt wurde. Nach dem Ende seine Amtszeit wurde er am 3. April 1992 Mitglied der Rajya Sabha, des Oberhauses des indischen Parlaments, und gehörte dieser bis zum 2. April 1998 an. Während dieser Zeit war er zwischen 1994 und 1996 erneut Präsident des INC in Tripura.
Am 20. August 1999 schloss sich Majumder dem Trinamool Congress, einer 1998 in Westbengalen entstandenen Abspaltung der Kongresspartei an. Als Begründung gab er an, dass die Kongressparteiführung zu sehr mit der in Tripura dominierenden Kommunistischen Partei (Marxisten) CPI(M) paktiere. Bei einer Nachwahl im Lok-Sabha-Wahlkreis East Tripura am 25. Februar 2002 landete er als Trinamool-Kandidat jedoch nur weit abgeschlagen. Später schloss er sich wieder der Kongresspartei an.
Majumdar, der mit Milan Prava Majumdar verheiratet war, starb am 4. Januar 2009 im Alter von 74 Jahren an einem Herzinfarkt.